# Saint-Marcel metróállomás
A Saint-Marcel egy metróállomás Franciaországban, Párizsban a párizsi metró 5-ös metróvonalán.

## Nevezetességek a közelben
- boulevard Saint-Marcel (sugárút)

## Metróvonalak
Az állomást az alábbi metróvonalak érintik:
- 5-ös metróvonal

## Kapcsolódó állomások
A metróállomáshoz az alábbi állomások vannak a legközelebb:
- Campo-Formio (Place d’Italie, 5-ös metróvonal)
- Gare d’Austerlitz (Bobigny – Pablo Picasso, 5-ös metróvonal)